# سنی دینگ
سنی دینگ (انگلیسی: Seny Dieng؛ زادهٔ ۲۳ نوامبر ۱۹۹۴) بازیکن فوتبال اهل سوئیس است.
از باشگاه‌هایی که در آن بازی کرده‌است می‌توان به باشگاه فوتبال گراس‌هاپر زوریخ، باشگاه فوتبال دونکستر راورز، باشگاه فوتبال کویینز پارک رنجرز، باشگاه فوتبال دویسبورگ، باشگاه فوتبال وایت‌هاوک، باشگاه فوتبال استیونج، و باشگاه فوتبال داندی اشاره کرد.
وی همچنین در تیم ملی فوتبال سنگال بازی کرده‌است.